# Convoi PQ 14
Le convoi PQ 14 est le nom de code d'un convoi allié durant la Seconde Guerre mondiale. Les Alliés cherchaient à ravitailler l'URSS qui combattait leur ennemi commun, le Troisième Reich. Les convois de l'Arctique, organisés de 1941 à 1945, avaient pour destination le port d'Arkhangelsk, l'été, et Mourmansk, l'hiver, via l'Islande et l'océan Arctique, effectuant un voyage périlleux dans des eaux parmi les plus hostiles du monde.
Il part de Oban en Écosse le 26 mars 1942 et arrive à Mourmansk en URSS le 19 avril 1942.

## Composition du convoi
Ce convoi PQ 14 se compose de 24 navires, sous la direction du Commodore E Rees sur l'Empire Howard.
| Nom                         | Nationalité      | Tonnage (GRT) | Notes                                                               |
| --------------------------- | ---------------- | ------------- | ------------------------------------------------------------------- |
| RFA Aldersdale (X34) (1937) | Royaume-Uni      | 8 402         | Pétrolier ravitailleur                                              |
| Andre Marti (1918)          | Union soviétique | 2 352         | Retour en Islande puis Royaume-Uni                                  |
| Arcos (1918)                | Union soviétique | 2 343         | Retour                                                              |
| Atheltemplar (1930)         | Royaume-Uni      | 8 992         |                                                                     |
| Botavon (1912)              | Royaume-Uni      | 5 848         | Détaché et retourné avec des dommages dus à la glace                |
| Briarwood (1930)            | Royaume-Uni      | 4 019         | À Reykjavik du 31 mars au 8 avril Navire Vice-Commodore             |
| British Corporal (1922)     | Royaume-Uni      | 6 972         | Retour avec des dommages causés par la glace                        |
| City Of Joliet (1920)       | United States    | 6 167         | Retour                                                              |
| Dan-Y-Bryn (1940)           | Royaume-Uni      | 5 117         | À Reykjavik du 31 mars au 8 avril                                   |
| Empire Bard (1942)          | Royaume-Uni      | 3 114         |                                                                     |
| Empire Howard (1941)        | Royaume-Uni      | 6 985         | À Reykjavik du 31 mars au 8 avril, coulé par U-403 Navire Commodore |
| Exterminator (1924)         | Panama           | 6 115         | À Reykjavik 31 mars, navigue le 8 avril Détaché le 12 avril         |
| Francis Scott Key (1941)    | United States    | 7 191         | À Reykjavik du 31 mars au 8 avril Navigue puis retour               |
| Hegira (1919)               | United States    | 7 588         | À Reykjavik du 31 mars au 8 avril Retour à Akureyri                 |
| Hopemount (1929)            | Royaume-Uni      | 7 434         | À Reykjavik du 31 mars au 8 avril                                   |
| Ironclad (1919)             | United States    | 5 685         | À Reykjavik 31 mars, navigue le 8 avril Détaché au convoi QP 10     |
| Minotaur (1918)             | United States    | 4 554         | Retour                                                              |
| Mormacrio (1919)            | United States    | 5 940         | Retour                                                              |
| Pieter De Hoogh (1941)      | Pays-Bas         | 7 168         | Retour                                                              |
| Seattle Spirit (1919)       | United States    | 5 627         | Retour                                                              |
| Sukhona (1918)              | Union soviétique | 3 124         | Retour                                                              |
| Trehata (1928)              | Royaume-Uni      | 4,817         | Passage de Loch Ewe à Islande avec le UR 17                         |
| West Cheswald (1919)        | United States    | 5 711         | À Reykjavik du 31 mars au 8 avril                                   |
| West Gotomska (1918)        | United States    | 5 728         | Dommages causés par les glaces, détaché à QP 10                     |
| Yaka (1920)                 | United States    | 5 432         | Bombardé, échoué à Mourmansk le 15 mai 1942                         |

## L'escorte
L'escorte rapprochée comprenait deux dragueurs de mines et quatre chalutiers, rejoints plus tard par une escorte océanique comprenant le croiseur Edinburgh, commandé par le R. Adm. Stuart Bonham Carter, plus quatre destroyers et quatre corvettes.
| Nom                        | Nationalité | Type                       | Notes |
| -------------------------- | ----------- | -------------------------- | --- |
| HMS Amazon (D39)           | Royal Navy  | Destroyer                  | Escorte du 12 Avr - 19 Avr |
| HMS Beagle (H30)           | Royal Navy  | Destroyer                  | Escorte du 12 Avr - 19 Avr |
| HMS Bedouin (F67)          | Royal Navy  | Destroyer                  | Escorte du 12 Avr - 18 Avr |
| HMS Belvoir (L32)          | Royal Navy  | Destroyer d'escorte        | Escorte du 12 Avr - 13 Avr |
| HMS Beverley (H64)         | Royal Navy  | Destroyer                  | Escorte du 12 Avr - 19 Avr |
| HMS Bulldog (H91)          | Royal Navy  | Destroyer                  | Escorte du 12 Avr - 19 Avr |
| HMS Campanula (K18)        | Royal Navy  | Corvette                   | Escorte du 12 Avr - 19 Avr |
| HMT Chiltern               | Royal Navy  | Chalutier anti-sous-marins | Escorte du 8 Avr - 12 Avr |
| HMS Duke of York (17)      | Royal Navy  | Cuirassé                   | Escorte du 12 Avr - 18 Avr |
| HMT Duncton (T220)         | Royal Navy  | Chalutier anti-sous-marins | Escorte du 12 Avr - 13 Avr |
| HMS Escapade (H17)         | Royal Navy  | Destroyer                  | Escorte du 12 Avr - 18 Avr |
| HMS Eskimo (F75)           | Royal Navy  | Destroyer                  | Escorte du 12 Avr - 18 Avr |
| HMS Faulknor (H62)         | Royal Navy  | Destroyer                  | Escorte du 12 Avr - 18 Avr |
| HMS Foresight (H68)        | Royal Navy  | Destroyer                  | Escorte du 12 Avr - 19 Avr |
| HMS Forester (H74)         | Royal Navy  | Destroyer                  | Escorte du 12 Avr - 19 Avr |
| HMS Gossamer (J63)         | Royal Navy  | Dragueur de mines          | Escorte du 18 Avr - 19 Avr |
| HMS Harrier (J71)          | Royal Navy  | Dragueur de mines          | Escorte du 18 Avr - 19 Avr |
| HMS Hebe (J24)             | Royal Navy  | Dragueur de mines          | Escorte du 8 Avr - 13 Avr |
| HMS Hussar (J82)           | Royal Navy  | Dragueur de mines          | Escorte du 182 Avr - 19 Avr |
| HMS Kent (54)              | Royal Navy  | Croiseur lourd             | Escorte du 12 Avr - 20 Avr |
| HMS King George V (41)     | Royal Navy  | Cuirassé                   | Escorte du 12 Avr - 18 Avr |
| HMS Ledbury (L90)          | Royal Navy  | Destroyer d'escorte        | Escorte du 12 Avr - 18 Avr |
| HMT Lord Austin (FY220)    | Royal Navy  | Chalutier anti-sous-marins | Escorte du 8 Avr - 19 Avr |
| HMT Lord Middleton (FY219) | Royal Navy  | Chalutier anti-sous-marins | Escorte du 8 Avr - 19 Avr |
| HMS Matchless (G52)        | Royal Navy  | Destroyer                  | Escorte du 12 Avr - 18 Avr |
| HMS Middleton (L74)        | Royal Navy  | Destroyer d'escorte        | Escorte du 12 Avr - 18 Avr |
| HMS Niger (J73)            | Royal Navy  | Dragueur de mines          | Escorte du 18 Avr - 19 Avr |
| HMS Nigeria (60)           | Royal Navy  | Croiseur léger             | Escorte du 12 Avr - 18 Avr |
| HMS Norfolk (78)           | Royal Navy  | Croiseur lourd             | Escorte du 10 Avr - 17 Avr |
| HMT Northern Wave (FY153)  | Royal Navy  | Chalutier anti-sous-marins | Escorte du 8 Avr - 12 Avr Récupère 28 survivants du Empire Howard torpillé et coulé par l'U-403 au nord-ouest du Cap Nord au 73° 48′ N, 21° 50′ E |
| HMS Offa (G29)             | Royal Navy  | Destroyer                  | Escorte du 12 Avr - 18 Avr |
| HMS Onslow (G17)           | Royal Navy  | Destroyer                  | Escorte du 12 Avr - 18 Avr |
| HMS Oxlip                  | Royal Navy  | Corvette                   | Escorte du 12 Avr - 19 Avr |
| HMS Saxifrage (K04)        | Royal Navy  | Corvette                   | Escorte du 12 Avr - 19 Avr |
| HMS Snowflake (K211)       | Royal Navy  | Corvette                   | Escorte du 8 Avr - 19 Avr |
| HMS Somali (F33)           | Royal Navy  | Destroyer                  | Escorte du 12 Avr - 18 Avr |
| HMS Speedy (J17)           | Royal Navy  | Dragueur de mines          | Escorte du 12 Avr - 19 Avr Retour en Islande endommagé par la glace                                                                               |
| HMS Victorious (R38)       | Royal Navy  | Porte-avions               | Escorte du 12 Avr - 18 Avr |
| HMS Wheatland (L122)       | Royal Navy  | Destroyer d'escorte        | Escorte du 12 Avr - 13 Avr |
| HMS Wilton (L128)          | Royal Navy  | Destroyer d'escorte        | Escorte du 8 Avr - 12 Avr |

## Le voyage
Le convoi PQ 14 a quitté l'Islande le 8 avril 1942 avec son escorte rapprochée. Le 9 avril, SSW de l'île Jan Mayen, le convoi est rejoint par le HMS Edinburgh (16) et le Groupe d'escorte océanique (Ocean Escort Group). Dans la nuit du 10 au 11 avril, au sud-ouest de Jan Mayen, le convoi rencontre des glaces épaisses. Le convoi est désorganisé et de nombreux navires sont endommagés. Finalement, 16 navires et 2 des escortes sont forcés de faire demi-tour à cause des dégâts ou n'ont pas pu rejoindre le convoi. Les huit navires restants, avec le Edinburgh et les 12 escortes, poursuivent leur route vers Mourmansk.
Au cours des jours suivants, le convoi PQ 14 ne subit aucune interférence des forces allemandes, bien que son homologue, le convoi QP 10, soit constamment attaqué pendant cette période. Le 15 avril, à l'est de Bear Island, le convoi est repéré par l'aviation allemande, et un certain nombre d'attaques aériennes et de sous-marins sont lancées au cours des trois jours suivants. Le 16 avril, le cargo Empire Howard est touché par une torpille provenant du U-403. Il coule avec la perte de la plupart de son équipage, dont le Commodore Rees. Le même jour, le U-376 tire sur le Edinburgh, mais n'est pas touché.
Le 17 avril, le convoi est rejoint par trois destroyers soviétiques, et le 18 avril par quatre dragueurs de mines de la Royal Navy stationnés dans la baie de Kola. Le 18 avril également, un fort coup de vent du nord-ouest se développe, mettant fin à de nouvelles attaques aériennes. Une force de destroyers allemands stationnés à Kirkenes a tenté de sortir pour faire une attaque, mais a également été repoussée par le temps.
Le 19 avril, les sept navires restants entrent dans le bras de mer de Kola et arrivent à Mourmansk.

## Conséquences
Malgré l'arrivée en toute sécurité des navires du convoi PQ 14, le retour d'un si grand nombre de navires endommagés par les glaces a créé un déficit dans les livraisons de prêts-bail (Lend-Lease) aux Soviétiques, et a fait en sorte que les Alliés aient à organiser des convois plus importants pendant les dangereux mois d'été pour les rattraper.

### Sources
- (en) Cet article est partiellement ou en totalité issu de l’article de Wikipédia en anglais intitulé « Convoy PQ 14 » (voir la liste des auteurs).